# Humayun Kabir
Humayun Zahiruddin Amir-i-Kabir Kabir (bengalisch হুমায়ুন কবির Humāẏun Kabir; * 22. Februar 1906 in Komarpur, Bengalen; † 18. August 1969 in Kalkutta, Westbengalen) war ein indischer Schriftsteller, Hochschullehrer und Politiker des Indischen Nationalkongresses (INC), der von 1956 bis 1962 Mitglied der Rajya Sabha sowie zwischen 1962 und seinem Tod 1969 Mitglied der Lok Sabha war. Darüber hinaus bekleidete er mehrere Ministerposten in der Unionsregierung.
Als Schriftsteller verfasste er neben Gedichten, Kurzgeschichten auch Romane und trug durch seine Essays zu philosophischen, pädagogischen, literarischen Themen entscheidend zur Verbreitung bengalischen Denkens bei.

## Leben

### Studium, Universitätslektor und Politiker in Bengalen
Kabir, Sohn des Richters Khan Bahadur Kabirud Din Ahmed, stammt aus dem ostbengalischen Distrikt Faridpur und begann nach dem Besuch des Presidency College in Kalkutta 1924 ein Studium der Anglistik an der University of Calcutta, das er mit einem Master of Arts (M.A.) abschloss. 1926 war er zudem Herausgeber des Presidency College Magazine. Im Anschluss begann er 1928 mit finanzieller Unterstützung durch ein Stipendium ein postgraduales Studium der Philosophie, Politikwissenschaft und Wirtschaftswissenschaft am Exeter College der University of Oxford beendete er 1931 ebenfalls mit einem Master of Arts. Zugleich war er 1929 Herausgeber der Zeitschrift Bharat. Während seines Studiums war er unter anderem 1931 auch Sekretär der Oxford Union Society sowie 1932 der Benjamin Jowett Society der Universität Oxford.
Nach seiner Rückkehr wurde Kabir, der 1931 als Mitglied dem Indischen Nationalkongress beitrat, 1932 auf Bitte von S. Radhakrishnan zunächst Dozent für Philosophie an der Andhra University, wechselte aber bereits 1933 als Lektor für Philosophie an die University of Calcutta. Neben seiner Lehrtätigkeit begann er auch seine schriftstellerische Laufbahn und engagierte sich daneben auch in Gewerkschaften. Mitte der 1930er Jahre trat er der von A. K. Fazlul Huq gegründeten Krishak Praja Party (KPP) bei und war 1934 auch Herausgeber der Zeitschrift Baromashi.
Er wurde 1937 zum Mitglied des Parlaments (Legislative Assembly) der Präsidentschaft Bengalen gewählt, dem er bis zur Teilung Bengalens 1947 angehörte. Zwischen 1937 und 1945 war er stellvertretender Vorsitzender der Fraktion der KPP in der Legislative Assembly. Darüber hinaus fungierte er 1938 als Präsident der Vereinigung muslimischer Studenten Indiens (All India Muslim Students’ Conference) und war seit 1938 auch Herausgeber der Zeitschrift Chaturanga. Während dieser Zeit setzte er sich insbesondere für die Rechte von Kleinbauern und Arbeitern ein und war unter anderem 1943 Präsident der Wohlfahrtsorganisation im Distrikt Faridpur, 1944 Präsident der Hafenarbeitergewerkschaft von Kalkutta sowie zwischen 1944 und 1948 Präsident der Gewerkschaft der Mitarbeiter der Eisenbahnen in Bengalen und Assam. In dieser Zeit war er von 1944 bis 1945 ferner erst Sekretär und im Anschluss zwischen 1945 und 1947 Präsident der Nikhil Bengal Krishak Praja Samity.

### Unabhängigkeit Indiens

#### Mitglied der Rajya Sabha und Minister

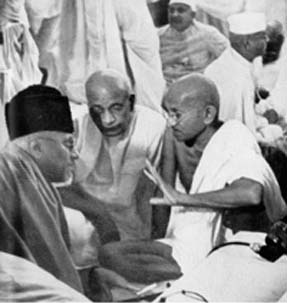
Kabir war mehrere Jahre lang einer der engsten Mitarbeiter von Erziehungsminister Abul Kalam Azad (links)

1946 wurde er Privatsekretär von Maulana Abul Kalam Azad, dem Präsidenten des Indischen Nationalkongresses. Anders als andere muslimische Politiker blieb Kabir nach der Teilung Indiens in Pakistan und Indien 1947 in Indien und gehörte auch nach der Unabhängigkeit Indiens vom Vereinigten Königreich am 15. August 1947 einer der engsten Mitarbeiter von Abul Kalam Azad, der von Premierminister Jawaharlal Nehru zum Erziehungsminister in dessen Kabinett berufen worden war. Kabir war von 1948 bis 1956 sowohl Bildungsberater als auch Erziehungssekretär der Regierung. Darüber hinaus wirkte er auch weiterhin als Sekretär Azads, der ihm sein bekanntes Buch India Wins Freedom in Urdu diktierte. Zugleich gehörte er zwischen 1947 und 1948 der Untersuchungskommission von Indian Railways als Mitglied an.
Später war er zwischen 1955 und 1956 Vorsitzender der Kommission für die Hochschulfördermittel. 
Daneben engagierte er sich 1954 als Präsident des Indischen Philosophischen Kongresses sowie 1956 als Vorsitzender der ersten All-Indischen Schriftstellerversammlung und auch Mitglied des Präsidiums der ebenfalls 1956 stattgefundenen ersten Schriftstellerkonferenz Asiens. 1956 war er zudem Leiter der indischen Bildungsmission in der Sowjetunion.
1956 wurde Kabir zum Mitglied der Rajya Sabha gewählt, einer Kammer des indischen Parlaments. Darüber hinaus wurde er im April 1957 von Premierminister Nehru zum Minister für Zivilluftfahrt ernannt. Ferner engagierte er sich als Mitvorsitzender der 1957 in Canberra stattfindenden Ost-West-Philosophenkonferenz und war 1957 auf der von Abdul Hamid Khan Bhashani in Kagmari organisierten Konferenz der Awami-Liga Leiter der indischen Delegation.

#### Minister und Mitglied der Lok Sabha

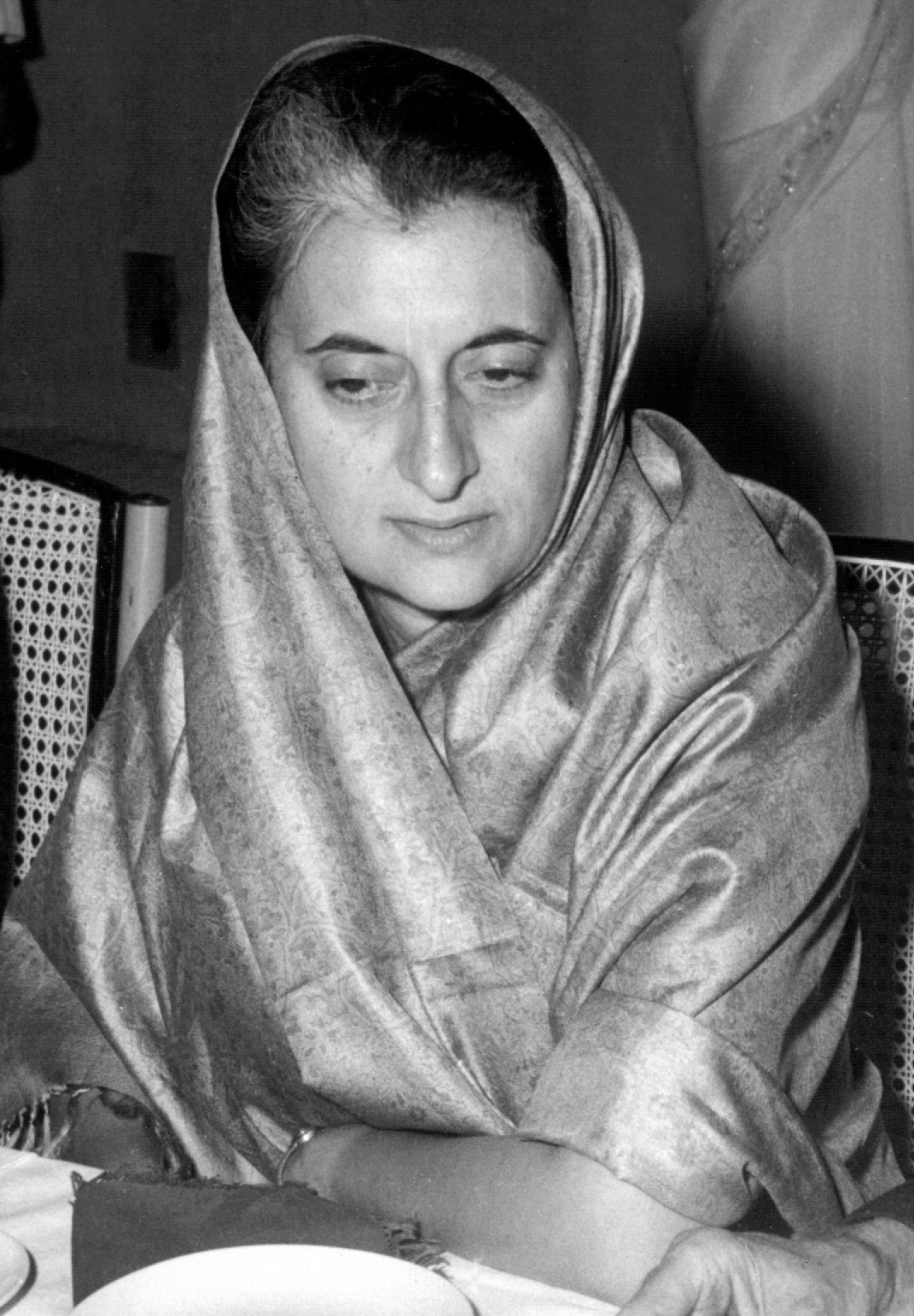
Meinungsverschiedenheiten mit Premierministerin Indira Gandhi führten 1966 zu Kabirs Austritt aus dem Indischen Nationalkongress

Nach dem Tode von Azad am 22. Februar 1958 ernannte Premierminister Nehru Kabir zunächst als dessen Nachfolger zum Erziehungsminister, kurz darauf am 2. März 1958 aber zum Minister für wissenschaftliche Forschung und kulturelle Angelegenheiten, während der bisherige Staatsminister Kalu Lal Shrimali neuer Erziehungsminister wurde. Dieses Ministeramt bekleidete er bis 1963. Daneben war er von 1958 bis 1964 Präsident des Rates für Kulturbeziehungen.
Darüber hinaus fungierte er 1960 als Präsident der Bengalischen Gesellschaft sowie 1961 sowohl als Präsident des ersten asiatischen Historikerkongresses als auch der Literarischen Konferenz zum 100 Geburtstag von Rabindranath Thakur. Neben seiner politischen Laufbahn war er 1960 Inhaber der Robert Ranulph Marett-Professur an der University of Oxford sowie 1961 der Rabindranath Thakur-Professur an der Universität London.
Im März 1962 wurde Kabir für den Indischen Nationalkongress zum Mitglied der Lok Sabha gewählt, in der er nach seiner Wiederwahl 1967 während der dritten und vierten Legislaturperiode bis zu seinem Tode 1969 den in Westbengalen gelegenen Wahlkreis 18 Basirhat vertrat.
Nach einer Regierungsumbildung wurde Kabir 1963 von Premierminister Nehru zum Minister für Erdöl und Chemikalien in dessen Regierung berufen. Dieses Ministeramt übte er auch in der Regierung von Nehrus Nachfolger als Premierminister, Lal Bahadur Shastri, bis 1966 aus. Gleichzeitig war er 1966 Vorsitzender des Aufsichtsrates des Instituts für Standardisierung ISI (Indian Standards Institution). Er war zudem zwischen 1964 und 1965 Präsident des Indischen Wissenschaftskongresses sowie von 1964 bis 1967 des Internationalen Kongresses für Orientalisten.
Als nach dem Tode Shastris Indira Gandhi am 24. Januar 1966 das Amt der Premierministerin übernahm, berief diese Kabir nicht erneut in die Regierung, sondern bot ihm stattdessen das Amt des Gouverneurs von Andhra Pradesh an, was er allerdings ablehnte. In der Folgezeit kam es zu Meinungsverschiedenheiten mit der Premierministerin, die letztlich dazu führten, dass er 1966 aus dem Indischen Nationalkongress austrat und Mitglied des 1960 von Ajoy Kumar Mukherjee gegründeten Bangla Congress wurde. Diesen unterstützte er auch nachdem Mukherjee am 15. März 1967 erstmals Chief Minister von Westbengalen wurde und damit Prafulla Chandra Sen vom Indischen Nationalkongress ablöste.
Zuletzt war Kabir 1967 Inhaber des Herbert Spencer-Lehrstuhls an der University of Oxford sowie der Tagore Centennial-Professur an der University of Wisconsin–Madison. Während seiner Herbert Spencer-Professur hielt er Vorlesungen über Albert Einstein und Bertrand Russell.

### Schriftstellerische Laufbahn und Auszeichnungen
Neben seinen Tätigkeiten als Politiker und Hochschullehrer war Kabir auch schriftstellerisch sowie als Herausgeber von Berichten und Büchern verschiedener einheimischer und ausländischer Organisationen tätig. Sein literarisches Debüt gab er 1928 mit den Gedichtbänden Svapnasadh, dem Werke wie Sathi (1930) und Astadashi (1938) folgten. Die Gedichte in diesen Büchern spiegelten seine Romantik wider, in der er der Tradition von Rabindranath Thakur folgte. Des Weiteren übersetzte er die Musaddas von Altaf Hussain Hali aus dem Urdu in die bengalische Sprache.
Zu seinen Werken als Dichter, Romanautor und Essayist zählten Werke wie der 1945 veröffentlichte Roman Nadi O Nari (1945), der kurz darauf als Men and Rivers auch in englischer Sprache erschien. Darin beschrieb er das Leben bengalischer Muslime, die entlang der Ufer des Padma lebten. 1965 wurde der Roman unter dem Titel Nodi-o-Nari in Ostpakistan verfilmt. Unter dem Titel Green and Gold (1958) erschien auch eine Sammlung seiner Kurzgeschichten und Gedichten in englischer Sprache. Seine Essays zu philosophischen, literarischen, pädagogischen und soziologischen Themen, waren letztlich bemerkenswerte Beiträge zum intellektuellen Denken in Bengalen.
Für seine langjährigen Verdienste in Politik, Literatur und Geistesleben wurden ihm Ehrendoktortitel der Aligarh Muslim University (1958), der Annamalai University (1959), der Indira Kala Sangeet University in Khairagarh (1961), der Visva-Bharati University und der Nationalen und Kapodistrias-Universität Athen verliehen.
Aus seiner im Oktober 1932 mit seiner Kommilitonin Shanti Devi geschlossenen Ehe gingen ein Sohn und eine Tochter hervor.

### Veröffentlichungen
- Svapnasadh, 1928
- Sathi, 1930
- Immanuel Kant, 1936
- Astadashi, 1938
- Sharat Sahityer Multattva, 1942
- Banglar Kavya, 1945
- Nadi O Nari, 1945
- Marksbad, 1951
- Naya Bharater Shiksa, 1955
- Shiksak O Shiksarthi, 1957
- Mirza Abu Talib Khan, 1961
- Delhi-Washington-Moscow, 1964

in englischer Sprache
- Kant on Philosophy in General, 1935
- Poetry, Monads and Society, 1941
- Politics in Bengal, 1943
- Rabindranath Tagore, 1945
- The Indian Heritage, 1946/60
- Men and Rivers, 1946
- Science, Democracy and Islam, 1955
- Education in India, 1956
- Green and Gold, 1958
- Studies in Bengali Poetry, 1964
- The Bengali Novel, 1968
- Education for Tomorrow, 1968
- Minorities in a Democracy, 1969